# 平昌県
平昌県（へいしょう-けん）は中華人民共和国四川省巴中市に位置する県。

## 行政区画
- 街道:同州街道、金宝街道、江口街道
- 鎮:響灘鎮、西興鎮、仏楼鎮、白衣鎮、涵水鎮、岳家鎮、蘭草鎮、駟馬鎮、元山鎮、雲台鎮、邱家鎮、筆山鎮、鎮竜鎮、得勝鎮、霊山鎮、土興鎮、望京鎮、竜崗鎮、板廟鎮、泥竜鎮、青雲鎮、大寨鎮、土埡鎮、澌岸鎮、粉壁鎮、三十二梁鎮、江家口鎮、岩口鎮

## 健康・医療・衛生
- 平昌県人民医院